# Apsara Rani
Anketa Maharana (Hindi अंकिता महराणा; * 12. Januar 1996 in Dehradun), besser bekannt als Apsara Rani, ist eine indische Schauspielerin.

## Leben und Karriere
Rani wurde am 12. Januar 1996 in Dehradun geboren. Ihr Debüt gab sie 2019 in dem Film 4 Letters. Anschließend war sie 2020 in Oollalla Oollalla zu sehen. 2021 trat sie in Krack auf. Außerdem wurde Rani 2022 für dem Film Dangerous gecastet. Unter anderem bekam sie 2024 in dem Film Thalakona die Hauptrolle.

## Filmografie
- 2019: 4 Letters
- 2020: Oollalla Oollalla
- 2020: Thriller
- 2021: Krack
- 2021: D Company
- 2021: Seetimaarr
- 2022: Dangerous
- 2023: Hunt
- 2024: Thalakona